# Lexington (Tennessee)
Pour les articles homonymes, voir Lexington.
La ville américaine de Lexington est le siège du comté de Henderson, dans l’État du Tennessee. Lors du recensement de 2010, sa population s’élevait à 7 652 habitants. Elle a par ailleurs été estimée à 7 769 en 2016.